# Isabelle Weykmans

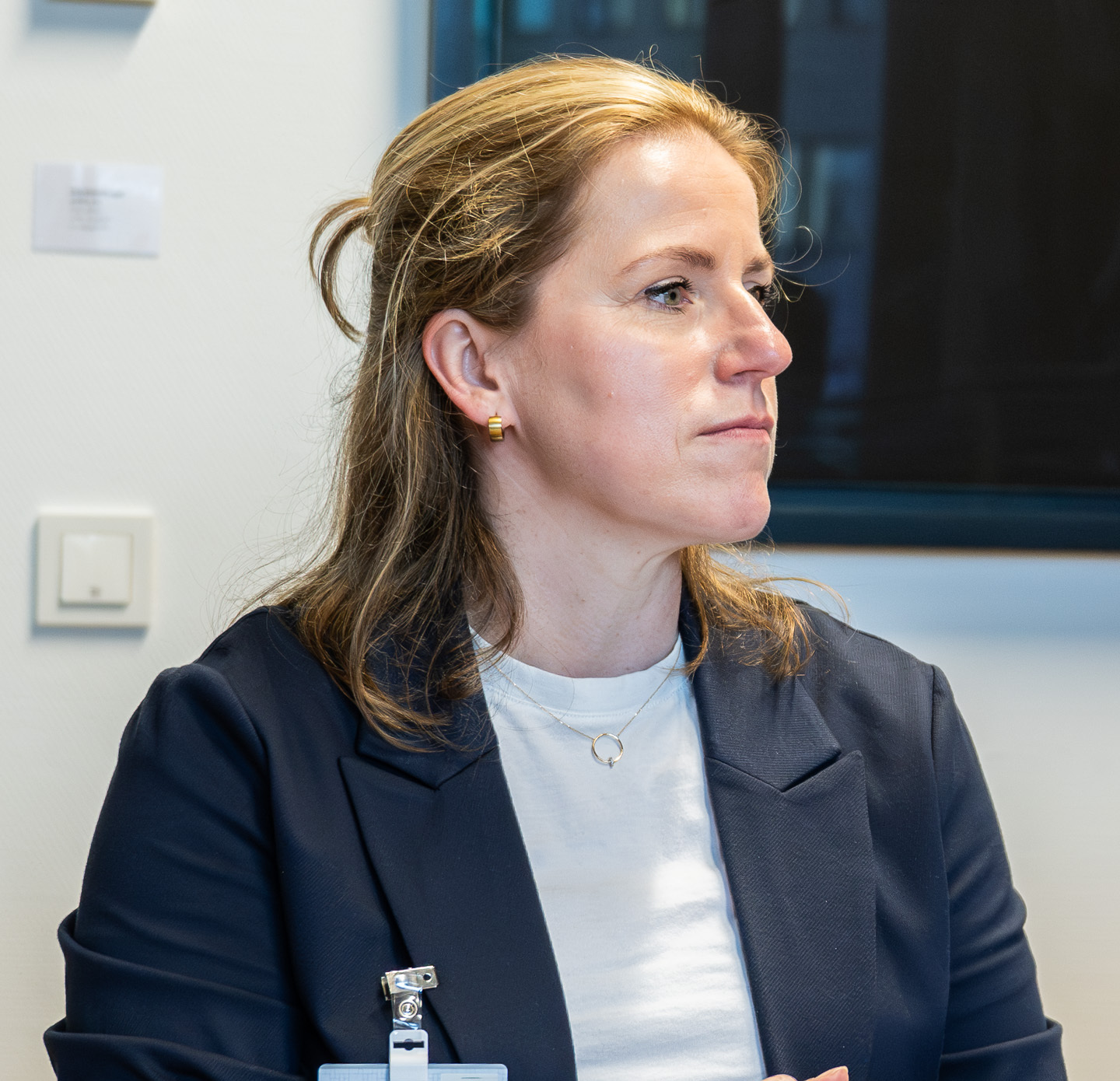
Isabelle Weykmans, 2024

Isabelle Weykmans (* 3. Dezember 1979 in Eupen) ist eine belgische Politikerin der Partei für Freiheit und Fortschritt (PFF). Sie war von 2004 bis 2024 Ministerin in der Regierung der Deutschsprachigen Gemeinschaft, zuletzt für die Bereiche Kultur, Beschäftigung und Tourismus zuständig.

## Leben
Isabelle Weykmans studierte nach ihrem Abitur bis 2002 Politikwissenschaften an der Universität von Namur (ehemals FUNDP) und der Université Libre de Bruxelles (ULB). Danach belegte sie einen Masterstudiengang mit dem Schwerpunkt internationale Beziehungen an den Europäischen Instituten von Berlin und Nizza, den sie in den Jahren 2002 und 2003 absolvierte. 
Daraufhin wurde Isabelle Weykmans Beraterin des Senators der Deutschsprachigen Gemeinschaft Berni Collas (PFF) in Brüssel. Bereits während des Studiums war Isabelle Weykmans ab dem Jahr 2000 in der JFF (Jugend für Freiheit und Fortschritt), der Jugendbewegung der PFF, politisch aktiv. 2003 wurde sie Vize-Präsidentin der Bewegung. Am 13. Juni 2004 kandidierte Isabelle Weykmans erstmals auf der Europaliste der PFF als Ersatzkandidatin auf Platz drei.
Während der Verhandlungen zur Regierungsbildung mit den Sozialisten (SP) und der Regionalpartei PJU-PDB (heute ProDG) wurden der PFF zwei von vier Ministerposten zugesprochen. Einer dieser Ministerposten sollte von einer Frau besetzt werden. Ab Juli 2004 bekleidete Isabelle Weykmans als erste Frau ein Ministeramt in der Regierungsriege der DG, die von Karl-Heinz Lambertz (SP) angeführt wurde, und wurde so jüngste Ministerin Europas. Dort übernahm sie die Bereiche Kultur, Medien, Denkmalschutz, Jugend und Sport.
Ihren Platz in der Regierung und Koalitionsbeteiligung der PFF konnte Weykmans bei den darauffolgenden Wahlen von 2009 und 2014 erfolgreich behaupten. Seit dem 30. Juni 2014 ist sie Vize-Ministerpräsidentin und Ministerin für Kultur, Beschäftigung und Tourismus in der Regierung unter Ministerpräsident Oliver Paasch (ProDG).
Auf lokaler Ebene war Isabelle Weykmans von 2006 bis 2009 Mitglied des Stadtrats von Eupen.

## Familie
Isabelle Weykmans ist mit dem französischen Juristen Mathieu Cagnault liiert und hat mit ihm eine Tochter und einen Sohn.

## Übersicht der politischen Ämter
- 2004 – 2009: Ministerin der Deutschsprachigen Gemeinschaft für Kultur und Medien, Denkmalschutz, Jugend und Sport
- 2006 – 2009: Mitglied des Stadtrats von Eupen
- 2009 – heute: Mitglied des Parlaments der Deutschsprachigen Gemeinschaft
- 2009 – 2014: Ministerin der Deutschsprachigen Gemeinschaft für Kultur, Medien und Tourismus
- 2014 – 2024: Vize-Ministerpräsidentin, Ministerin der Deutschsprachigen Gemeinschaft für Kultur, Beschäftigung und Tourismus